# BMW 1502
Pour les articles homonymes, voir BMW Série 02.
La BMW 1502 est une automobile produite par BMW de 1974 à 1977. Il s'agit du dernier modèle de la famille Série 02.
Plus économique que les autres modèles de la marque, la 1502 devait permettre d'accéder plus facilement à l'univers BMW. Cette voiture était construite dans l'usine de Munich. 
Après neuf ans de production à succès de la Série 02, BMW la remplace par la Série 3 code E21, nouvelle génération des berlines familiales de la marque, à l'exception de la 1502 qui continue à être produite pendant trois ans.